# 褚姓
褚姓是漢字姓氏，在百家姓中本排行第十一位。

## 起源
褚姓起源主要有三，其一是以地為氏；春秋時期宋共公之子段將褚當封邑分封，品行值得效法，獲時人稱作「褚師」，故后代子孫因而去「師」留「褚」为姓。其二是以官為氏；春秋時期宋國、衛國、鄭國均設有官職褚師（又稱「市令」）掌管市場事務，凡曾任此職者，其子孫都以褚師為姓，後再簡化為褚氏。其三是周朝姬姓有王邑名為褚，所以相傳該封地的居民亦沿襲姓氏。

## 延伸阅读
[在维基数据编辑]
 《百家姓》
 《欽定古今圖書集成·明倫彙編·氏族典·褚姓部》，出自陈梦雷《古今圖書集成》